# Saison 1 de Chapeau melon et bottes de cuir (1961)
Pour la première saison de la deuxième série télévisée, voir Saison 1 de Chapeau melon et bottes de cuir.
Chronologie
Saison 2
Cet article présente les épisodes de la première saison (1961) de la série télévisée britannique Chapeau melon et bottes de cuir (The Avengers), première série, diffusée du 7 janvier 1961 au 30 décembre 1961 sur ITV.

## Conditions de création et de diffusion
Seuls trois des épisodes de la première saison ont été conservés en entier (ép. 6, 15, 20), plus les quinze premières minutes du pilote (ép. 1), le reste n'a soit jamais été archivé - l'émission passant en direct - soit les cassettes ont été recyclées. Les épisodes conservés existent en version originale sous-titrée en français.
C'est la raison pour laquelle cette saison n'est pas considérée comme une « vraie saison » sur le plan commercial : la commercialisation de la série en DVD ignorait totalement cette saison, jusqu'à ce que l'édition Optimum, sortie en Grande-Bretagne en 2002, propose "Girl on the Trapeze", The frighteners, et les quinze premières minutes de Hot Snow. L'épisode Tunnel of fear a été édité par Studio Canal, mais avec uniquement des sous-titres en allemand. La deuxième saison est donc dénommée commercialement « saison 1 », la troisième saison « saison 2 » et ainsi de suite.

## Rôles principaux et récurrents
- Ian Hendry : Dr David Keel (25 épisodes)
- Patrick Macnee : John Steed (24 épisodes)
- Ingrid Hafner (en) : Carol Wilson (19 épisodes)
- Douglas Muir : One-Ten (6 épisodes)

## Liste des épisodes

### Épisode 1:Neige brûlante(Hot snow)
Le Dr David Keel et le Dr Stredding tiennent un cabinet médical à Londres. Peggy est leur assistante et la fiancée du Dr Keel. Un soir, un homme s'introduit dans le cabinet à la recherche d'un paquet. Il doit fuir sans avoir pu s'en emparer, mais Peggy a vu le paquet. L'homme prévient ses complices qui abattent la jeune femme dans la rue, alors qu'elle se rend avec Keel acheter leurs bagues de mariage. (fin de la 1e partie)
Keel jure de la venger et part sur les traces des meurtriers… D’abord chez un médecin véreux. Mais le gang l’a précédé. C’est en quittant les lieux qu’il rencontrera un dénommé John Steed… En essayant d’obliger le Chef, un certain Vance, à se montrer, Keel sera pris dans un piège mortel. Steed arrivera à temps pour le sauver. Vance aura réussi à s’échapper (parties 2 et 3).
L'histoire inachevée se poursuit à l'épisode 2
Partie 1 disponible : 15 min 18 s
parties 2 et 3 : perdues

### Épisode 2:Brought to Book
John Steed demande cette fois au docteur Keel d'infiltrer le gang dirigé par Vance, tandis que lui-même s'introduit au sein d'un gang rival dirigé par un dénommé Nick Mason. Keel réussit à obtenir les aveux de l'assassin de sa fiancée, avant d'accepter l'offre de John Steed de l'aider dans ses prochaines enquêtes. Cet épisode est le premier dont le scénario a été conçu par Brian Clemens, qui n'était pas encore le producteur de la série. Il permet aussi d'introduire le personnage de Carol Wilson, qui remplace sur le plan professionnel Peggy, précédemment assassinée.

### Épisode 3:Square Root of Evil
Cet épisode nous permet de faire la connaissance du premier supérieur de Steed, "Five", qui demande à son agent de prendre la place de Riordan, un criminel qui doit être prochainement libéré de prison. Le but est d'infiltrer un important gang de criminels. Un membre de l'organisation est persuadé que Steed est un imposteur, mais ce dernier mettra hors d'état de nuire le gang grâce à l'aide de David Keel.

### Épisode 4:Nightmare
Une des patientes du docteur keel demande à celui-ci de l'aider à retrouver son mari disparu, un scientifique travaillant sur un projet secret. En se rendant au domicile du savant, Keel est attaqué par des malfaiteurs le confondant avec le scientifique disparu. Il parvient à s’en sortir mais Steed lui demande alors de continuer à jouer le rôle du scientifique, le temps pour lui de mener ses propres investigations pour le retrouver. Keel est alors victime d’une seconde agression, qui justifie son transport à l'hôpital, où il manque d’être tué par un faux infirmier, mais Steed intervient à temps, aidé par Carol Wilson. Une fois la bande démantelée, le savant est retrouvé peu de temps après. À cause d’un excès de travail, il souffrait simplement d'une amnésie passagère.

### Épisode 5:Crescent Moon
Un général, gouverneur d'une île située dans les Caraïbes, est officiellement déclaré mort à la suite d'un accident. Sa fille ayant été kidnappée, Steed mène son enquête sur place. Pendant ce temps, le général prétendument disparu rend visite au docteur Keel dans son cabinet londonien. Steed et Keel vont déjouer un complot fomenté par la propre épouse du général visant à détourner la fortune de son mari.

### Épisode 6:La Trapéziste(Girl on the trapeze)
Une jeune femme est agressée dans un cirque. Une autre femme meurt, peu après avoir été repêchée dans la Tamise où elle avait sauté. Le Dr Keel reconnait la morte : c'est une trapéziste du cirque Radeck, nommée Katrina Sandor. Keel enquête au cirque, avec son assistante Carol. Il découvre progressivement une machination complexe : la jeune femme agressée puis droguée est Anna Danilov, fille d'un scientifique passé à l'Ouest ; la femme qui a sauté dans la Tamise n'est pas Katrina mais une autre trapéziste, puis Katrina a été jetée à l'eau pour la faire disparaitre ; au cirque, Katrina est présentée comme blessée et inconsciente, et son corps est remplacé par celui d'Anna Danilov. Le cirque s'apprête à repartir à l'Est, emmenant avec lui Anna, qui servirait d'otage contre son père. Keel parvient à prévenir la police, et tous ensemble déjouent le complot de l'équipe du cirque.
Il s'agit d'un épisode sans Patrick Macnee.

### Épisode 7:Diamond Cut Diamond
Steed usurpe l'identité d'un criminel, John Ryan, pour infiltrer une organisation de voleurs de diamants opérant entre Londres et New-York. Steed se retrouve accusé d'avoir tué une femme, ce dont il ne conserve aucun souvenir, ayant été drogué à son insu. Le chef du gang, Collard, a monté cette machination avec la complicité de la femme prétendument assassinée par Steed, pour le faire chanter et le contraindre à travailler pour lui. Après une livraison à New York, Keel arrive à mettre hors d’état de nuire Collard, avec l'aide de Steed.

### Épisode 8:The Radioactive Man
Un agent des pays de l'Est, employé au sein d'un laboratoire médical effectuant des recherches pour le compte du gouvernement britannique, dérobe durant son travail une capsule radioactive dont il ignore la dangerosité. Sans l'aide de Steed en mission à l'étranger, Keel retrouve l'employé avant qu'il ne contamine la population.

### Épisode 9:Ashes of Roses
Le gardien meurt dans l'incendie d'un entrepôt dont l'origine semble criminelle. Un indice retrouvé sur place amène Steed à enquêter sur un salon de beauté. Il sollicite l'aide de Carol Wilson pour l'aider dans ses investigations, non sans une certaine réticence de Keel qui lui déclare ne l'avoir jamais autorisé à utiliser ses employés pour effectuer ses enquêtes. Carol Wilson échappe de peu à l'incendie du salon de beauté dans lequel les escrocs à l'assurance l'avait enfermée. A noter que Steed enquête seul avec Carol Wilson dans cet épisode, comme dans l'épisode "Kill the King", préfigurant les futures saisons avec Cathy Gale et Emma Peel.

### Épisode 10:Hunt the Man Down
Relâché après une longue période de prison pour un vol dont le butin n'a jamais été retrouvé, Franck Preston est agressé à sa sortie par des truands voulant obtenir l'emplacement de la cachette du butin. Les truands enlèvent Carol Wilson, persuadés que Preston a révélé la cachette du butin au docteur keel. Carol est emmenée dans les égouts de Londres où le pactole a été caché et Steed arrive à temps pour la délivrer.

### Épisode 11:Please Don't Feed the Animals
Un officier travaillant au ministère de la guerre, soupçonné de subir un chantage, fait l'objet d'une surveillance par John Steed. L'ayant filé jusqu'à un zoo, Steed et Keel le voit jeter un paquet dans une fosse à reptiles. Steed découvre que le paquet a été récupéré par une jeune fille par l'intermédiaire d'un singe dressé.

### Épisode 12:Dance with Death
Elaine Bateman, que le docteur keel est venu soigner chez elle, lui révèle avoir été victime d'une tentative de meurtre par des inconnus, avant d'être retrouvée étranglée par l'écharpe que le docteur Keel avait égarée lors de sa visite. Les investigations de Steed lui permettent de découvrir que le pianiste travaillant à l'école de danse dont Elaine Bateman était responsable avait fait l'objet d'une accusation pour l'assassinat de son épouse quelques années plus tôt... A noter la présence d'Angela Douglas, qui avait été pressentie pour interpréter le rôle de Venus Smith dans la saison 2 et que l'on retrouvera dans Requiem, épisode de la saison 6.

### Épisode 13:One for the Mortuary
Steed a dissimulé dans une carte de visite un microfilm qu'il remet à David Keel. Celui-ci remet la carte à une jeune fille sans savoir qu'elle comporte un microfilm. Lorsque Steed rejoint Keel à Genève en vue d'une conférence, le médecin est accusé d'avoir tué un homme qui a , en réalité, été abattu par des malfaiteurs intéressés par le microfilm. Le médecin à qui la formule secrète devait être remise n'est autre qu'un agent double dont les activités sont réduites à néant par les deux héros, aidés par Carol Wilson.

### Épisode 14:The Springers
David Keel se fait passer pour un prisonnier afin de démanteler un réseau d'évasion permettant à des détenus de s'enfuir moyennant de fortes sommes d'argent. Avec l'aide de Steed, il met un terme aux activités de l'organisation.

### Épisode 15:Passage à tabac(The Frighteners)
Deacon gère un groupe d'hommes de mains, chargés d'intimider par la violence les personnes qu'on leur désigne. Deux voyous attaquent ainsi Jeremy De Willoughby qui fréquente une jeune fille dont il convoite la fortune. C'est Sir Thomas Weller, le père de la jeune fille, qui a commandité l'attaque. Mais Steed et Keel interviennent et font échouer l'agression. Ayant capturé l'un des deux hommes de mains, Motson, ils l'obligent à mener Keel jusqu'au bureau de Deacon, tandis que Steed enquête sur les activités louches de De Willoughby. De Deacon, ils remontent jusqu'à Weller. Faisant semblant d'aider De Willoughby à s'enfuir avec Marilyn Weller, Steed et Keel organisent une mise en scène qui démasque l'escroquerie de De Willoughby. Enfin, Deacon et ses hommes de mains sont arrêtés.

### Épisode 16:The Yellow Needle
Steed et Keel enquêtent sur la tentative d'assassinat dont a été victime un chef d'Etat africain venu à Londres pour négocier l'indépendance de son pays. Les deux agents découvrent que l'auteur de cette tentative n'est autre que la propre secrétaire du chef d'Etat.

### Épisode 17:Death on the Slipway
Steed se fait passer pour un ouvrier métallurgiste travaillant sur un chantier naval où l'on fabrique un sous-marin nucléaire pour le compte du gouvernement britannique. Un agent secret anglais est retrouvé assassiné à l’intérieur du chantier naval. Le meurtre a été perpétré par un certain Kolchek, une vieille connaissance de Steed, qui cherche par tous les moyens à dérober les plans du réacteur. Steed, renseigné par la secrétaire du directeur, parvient à  capturer Kolchek.

### Épisode 18:Double Danger
Appelé à son cabinet médical pour porter secours à un accidenté de la route, Keel s'aperçoit que l'homme a été blessé par balles. Il fait alors le rapprochement avec une affaire étudiée par Steed, au cours de laquelle un truand avait reçu une balle avant de s'enfuir. Persuadé que le truand a murmuré quelques mots à Keel avant de mourir concernant l'endroit où des diamants avaient été dissimulés, un chef de gang enlève Carol Wilson pour l'obliger à révéler des informations. Steed parvient à la délivrer.

### Épisode 19:Toy Trap
La fille d'un collègue du docteur Keel lui demande de l'aider à retrouver la trace de l'une de ses amies récemment disparue. Keel s'aperçoit que la jeune fille est compromise dans une affaire de racket de call-girls et arrive à la délivrer avec l'aide de Steed.

### Épisode 20:The Tunnel of Fear
Trois épisodes de la saison 1 (et tous les autres des saisons suivantes) sont diffusés sur Madelen, la plateforme de streaming de l'Ina en 2023. L'épisode "The Tunnel of Fear" y est présenté ainsi :
Évadé de prison et grièvement blessé, Harry Black se réfugie au cabinet du Dr. Keel qui n'appelle pas la police. En parallèle, Steed s'infiltre dans le monde des forains où d'étranges expériences sont menées. Un complot diabolique sera dévoilé. John Steed prend la direction des opérations dans les enquêtes !

### Épisode 21:The Far-distant Dead
Rentrant du Chili, le docteur Keel fait une escale au Mexique pour venir en aide aux victimes d'un cyclone. Le docteur s'aperçoit alors qu'une partie de la population a été empoisonnée avec de l'huile frelatée. Un trafiquant, Zeebrugge, est coupable de cette intoxication, ayant vendu l’huile en dehors du circuit légal. Keel livre Zeebrugge à la justice.
A noter que dans cet épisode, le docteur Keel enquête tout seul.

### Épisode 22:Kill the King
Steed est chargé d'assurer la protection d'un dignitaire d'un pays arabe venu négocier un important contrat pétrolier à Londres. Steed, avec l'aide de Carol Wilson, déjoue les plans d'opposants à son régime politique.
A noter que le docteur Keel n'étant pas disponible (comme dans Ashes of roses), Steed enquête avec l'aide de Carol Wilson, ce qui préfigure les futures saisons.

### Épisode 23:Dead of Winter
Le corps d'un criminel de guerre nazi est retrouvé dans les docks de Londres à l'intérieur d'un chargement de viande. A leur arrivée à la morgue, Steed et Keel découvrent que le médecin chargé de l'autopsie a été tué et que le corps du criminel de guerre a disparu. Keel s’introduit dans l'organisation dont le criminel de guerre était le dirigeant, dénommée "Phoenix" sous une fausse identité, mais est capturé. Steed le délivre avant que le sinistre Dr Kreuner ne se livre sur lui à une expérience de cryogénisation. Aidés des solides dockers londoniens, les Avengers parviennent à détruire l’organisation.

### Épisode 24:The Deadly Air
Les expériences de plusieurs scientifiques chargés de mettre au point un vaccin contre un virus mortel sont sabotées par de mystérieux inconnus, dont le but est de discréditer le vaccin afin de le vendre ensuite aux plus offrants.

### Épisode 25:A Change of Bait
Keel est appelé auprès d'un homme d'affaires cardiaque, lequel a des ennuis avec une cargaison de bananes dont la vente est compromise par une grève de dockers organisée par un homme peu scrupuleux, dont les activités seront réduites à néant par nos deux héros, avec l'aide de Carol Wilson.
Notons que le thème de l'homme d'affaires peu scrupuleux déclenchant des grèves sera exploité dans l'épisode de la série Le Saint, avec Roger Moore, intitulé "L'Homme qui aimait les jouets".

### Épisode 26:Dragonsfield
Dernier épisode de la saison 1, Dragonsfield raconte l'histoire d'un groupe de scientifiques travaillant à la mise au point d'une nouvelle substance devant servir de bouclier anti-radiations pour les voyages spatiaux. Un saboteur tente de faire échouer les expériences entreprises, saboteur qui se révélera être une scientifique dénommée Susan Summers.
Ian Hendry ayant décidé de quitter la série qui s'apprêtait à continuer avec une dizaine d'épisodes supplémentaires, Ingrid Hafner, qui jouait le rôle de Carol Wilson, a été licenciée et les scénarios écrits pour David Keel (Mort en vol, Mission à Montréal et la Trahison) ont été adaptés pour le docteur Martin King, joué par Jon Rollason dont l'assistante, interprétée par Gillian Muir, est beaucoup moins présente que Carol Wilson.